# Elizabeth Frazer Skelton
Elizabeth Frazer Skelton (1800–1855), también llamada «Mammy Skelton», fue una africana comerciante de esclavos en Guinea.
Era hija del afroamericano John Frazer, que había sido expulsado de Liberia como dueño de esclavos, y una mujer africana. Se casó con William Skelton y fundaron la famosa casa comercial Skelton. Ella y su cónyuge fundaron el fuerte de esclavos Victoria en el río Núñez en 1825 en la actual región de Boké en Guinea, el cual dirigía ya viuda. En aquel tiempo, el comercio de esclavos había sido prohibido por los británicos y en Estados Unidos, pero continuaba clandestinamente y mediante prácticas corruptas. Tuvo una posición destacada como figura dominante en la comunidad comercial regional, y durante un tiempo fue responsable de la mitad de la exportación de la región. Aproximadamente en 1840, bajo la presión del británico West Africa Squadron  y su bloqueo de África (patrullaban la costa deteniendo barcos negreros y liberando su carga desde que en 1807 se abolió por ley la Trata de esclavos en el Reino Unido y sus dominios de ultramar), los comerciantes de esclavos de la región gradualmente cambiaron su negocio al cultivo de cacahuete con mano de obra esclava, una industria en la que también se convirtió en una de las figuras más destacadas.